# Matt Mullican

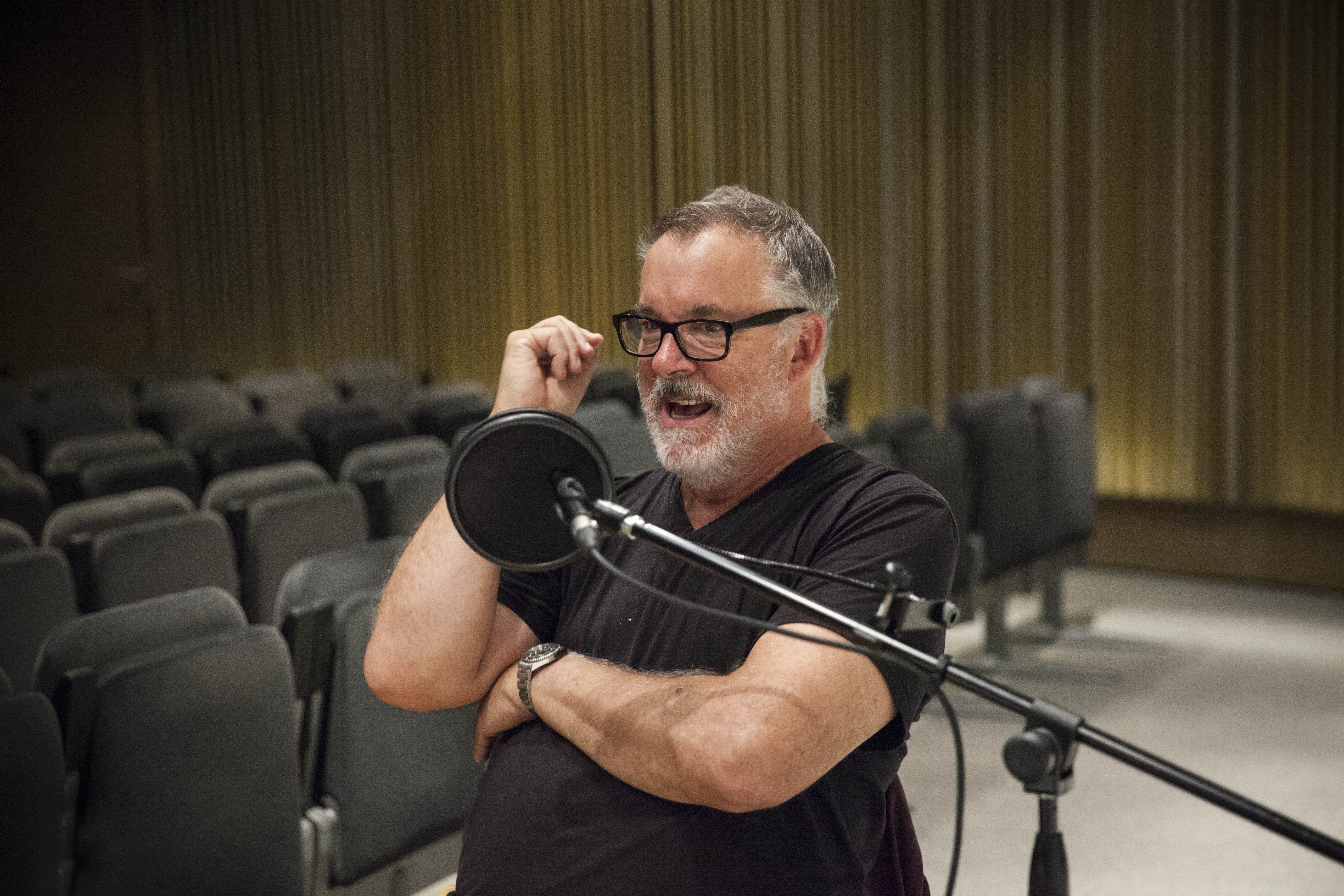
Matt Mullican (2015)

Matt Mullican (* 18. September 1951 in Santa Monica, Kalifornien) ist ein US-amerikanischer Konzeptkünstler, Bildhauer und Kunstdozent.
Mullican studierte am California Institute of the Arts (CalArts) und erreicht dort 1974 seinen BFA.
2009 wurde er zum Professor an der Hochschule für bildende Künste in Hamburg berufen, an der er bis 2019 zeitbezogene Medien lehrte. Als Gastdozent unterrichtete er unter anderem an der Columbia University in New York, der Rijksakademie van beeldende kunsten in Amsterdam, dem The London Institute, dem Chelsea College of Art and Design und dem Institut für Neue Medien in Frankfurt am Main.
Mullican wird der Gruppe The Pictures Generation zugerechnet. Unter diesem Titel nahm er 2009 an einer vielbeachteten Ausstellung im Metropolitan Museum of Art teil.

## Ausstellungen (Auswahl)
- 1999/2000: Matt Mullican - Details from an imaginary universe: Dialoge zur Zeichnung VI-Raum Eins, Städtische Galerie im Lenbachhaus und Kunstbau, München[3]
- Teilnahme an der Documenta 7,  Documenta IX und Documenta X
- Langzeitinstallation im MoMA PS1 seit 1997

O.T. am Eingang zum Österreichischen Skulpturenpark
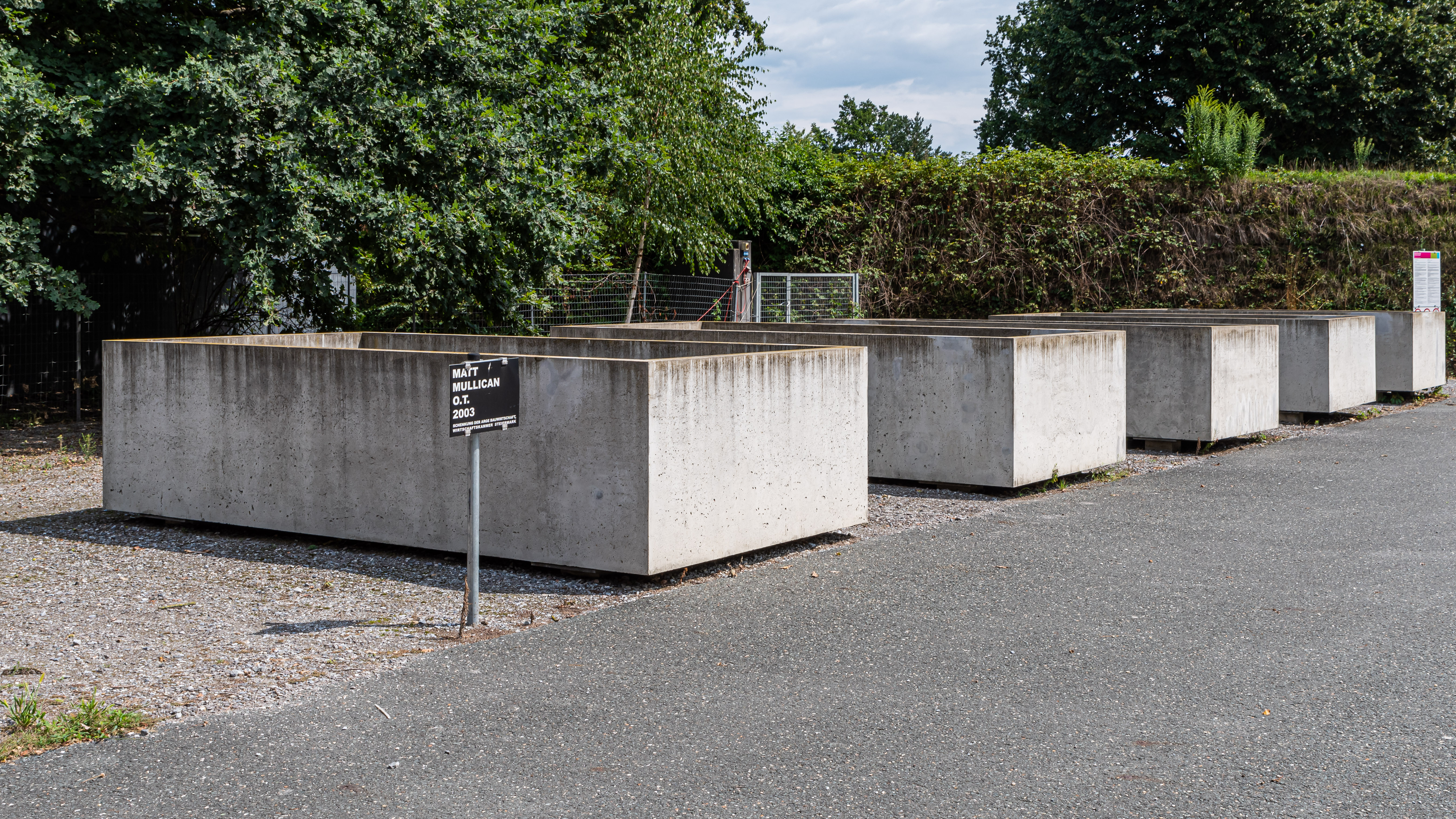
Das gesamte Kunstwerk
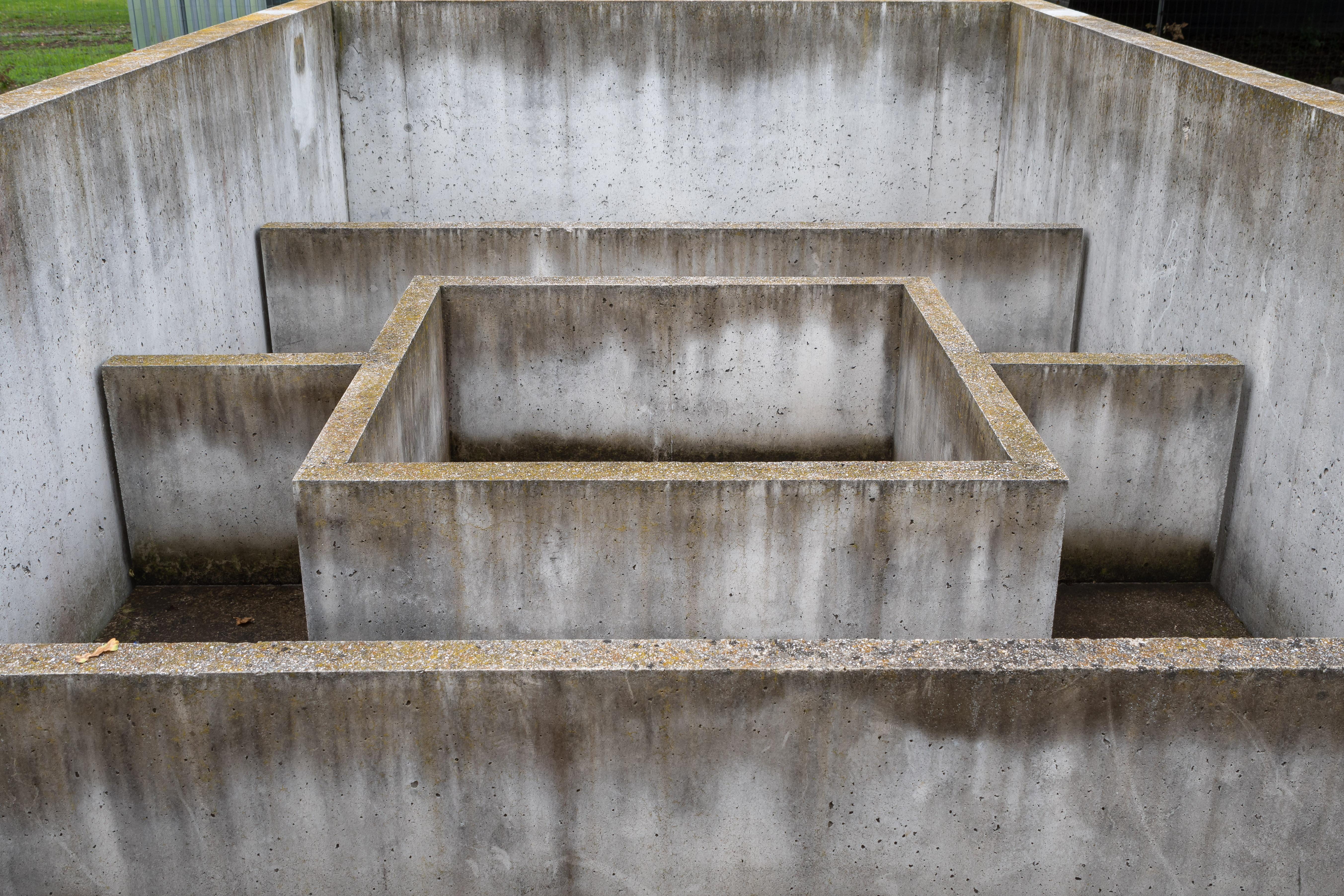
Erste Box
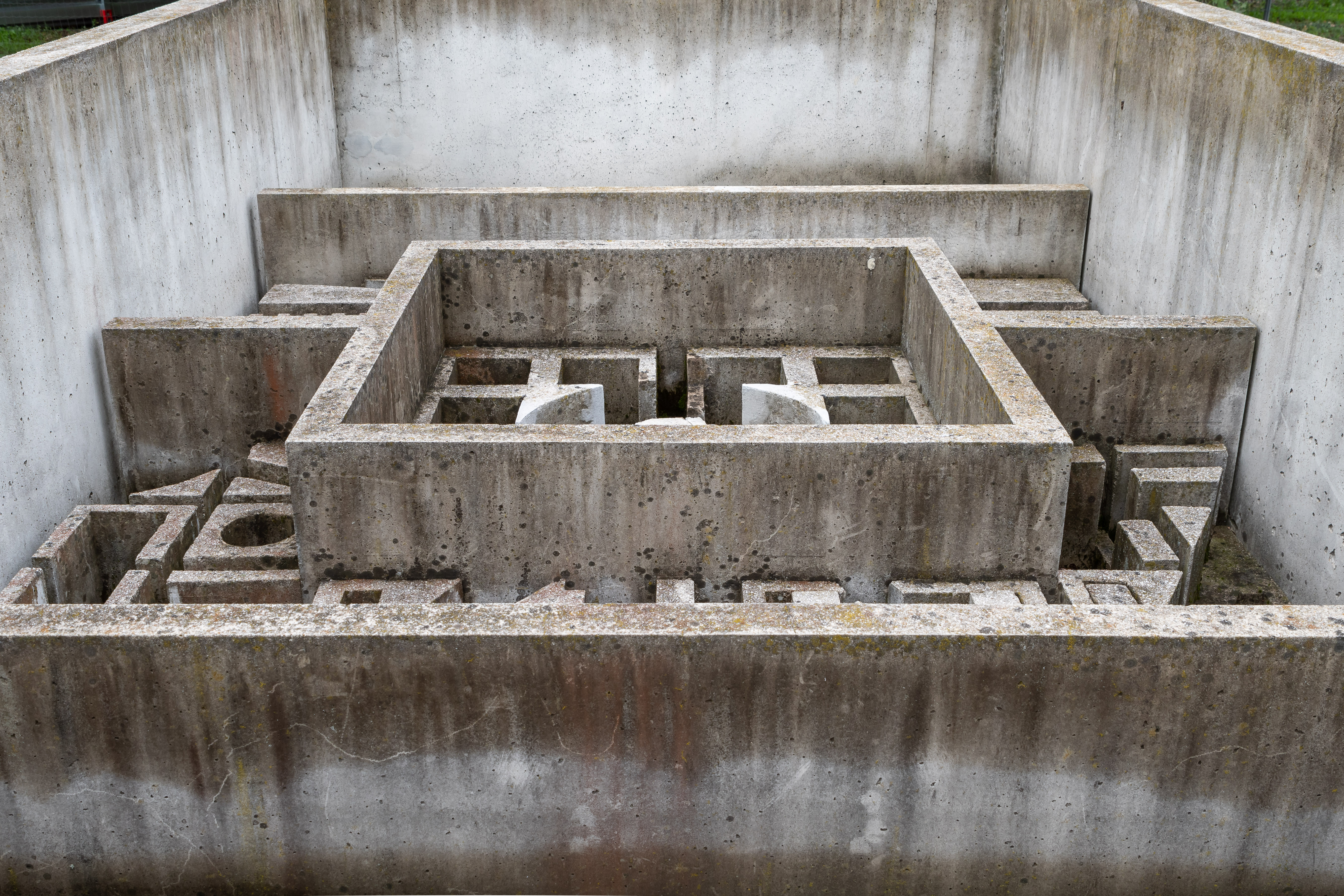
Zweite Box
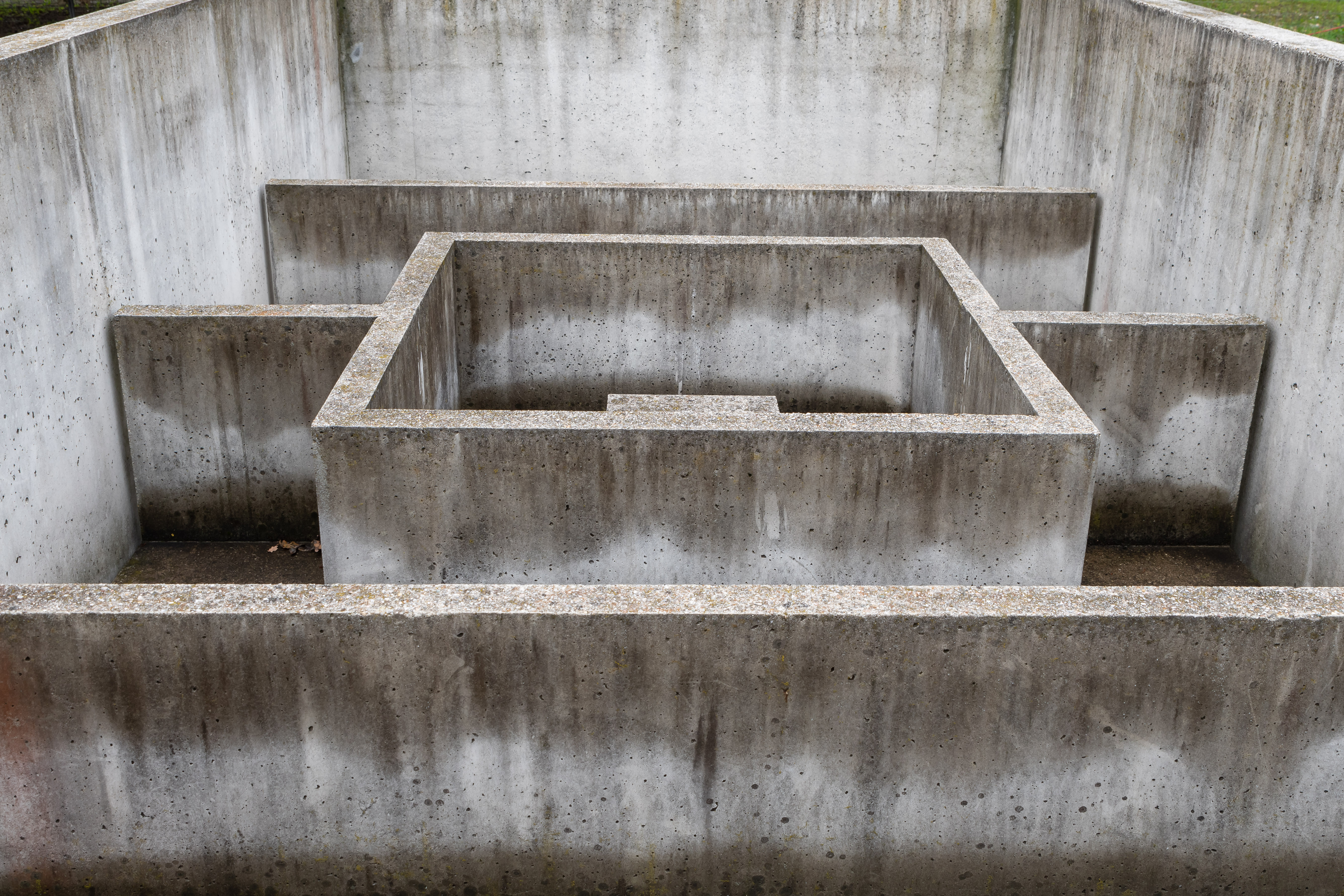
Dritte Box
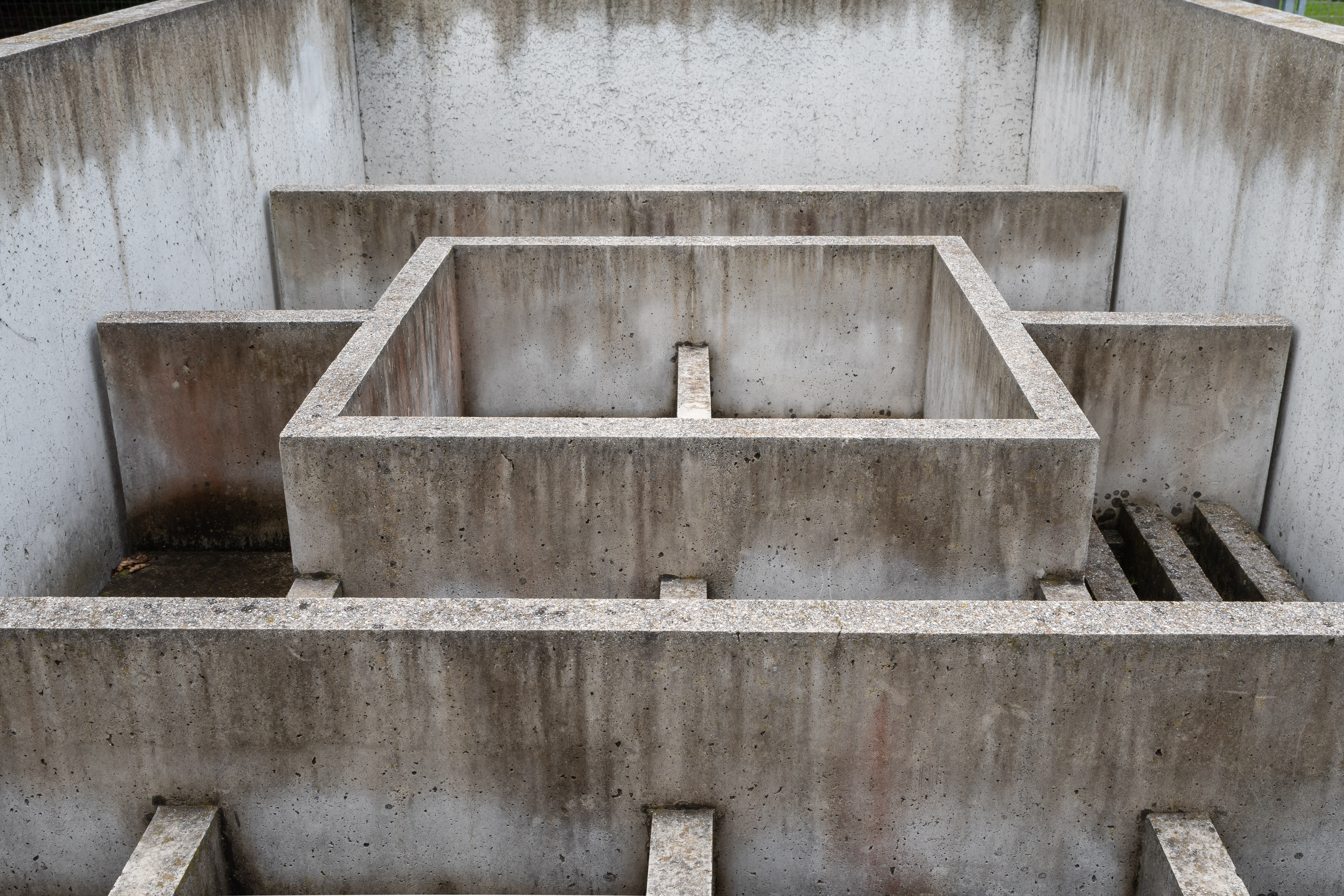
Vierte Box
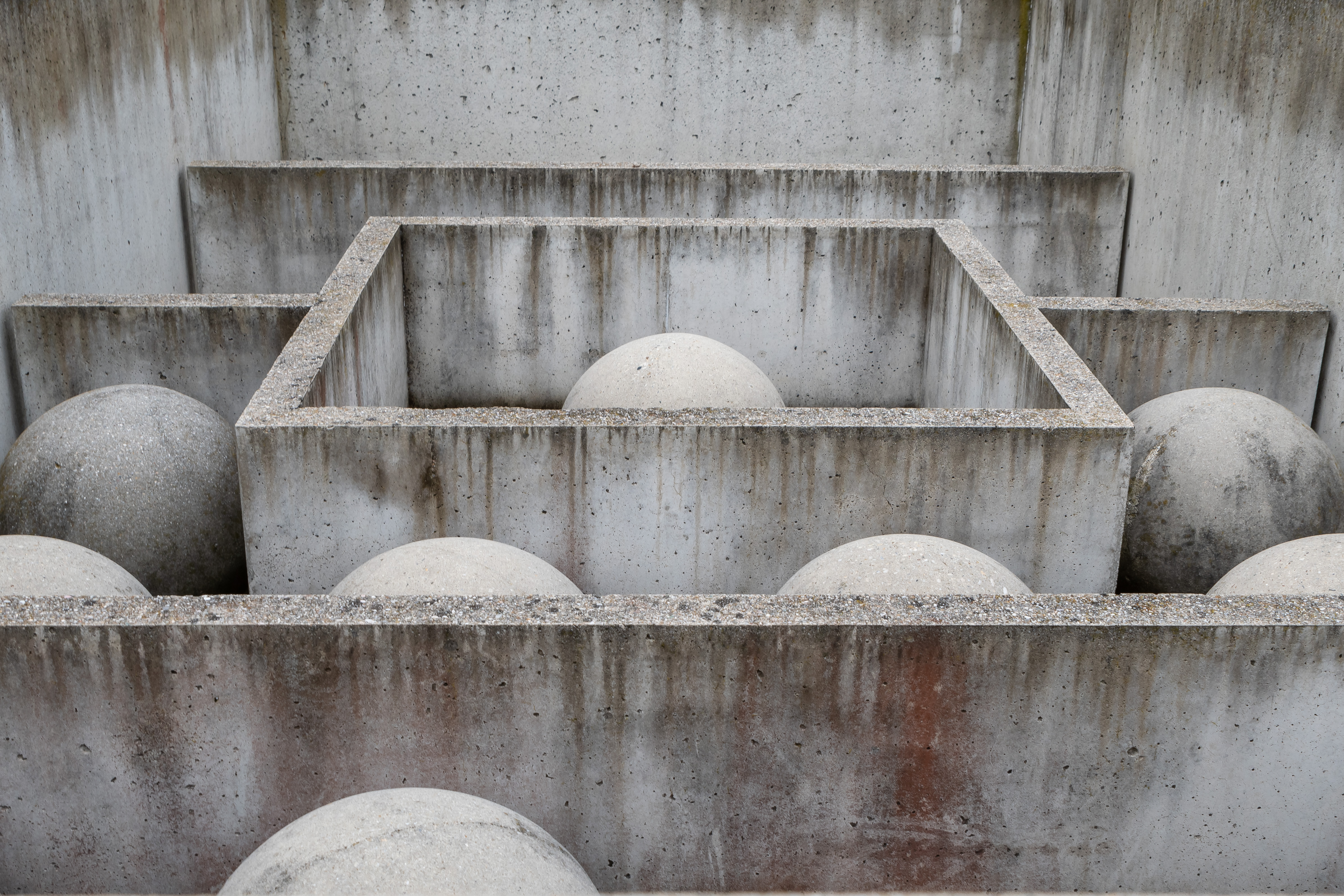
Fünfte Box

Gruppenausstellung
- 1994/95: Rosebud - Jenny Holzer, Matt Mullican, Lawrence Weiner, Städtische Galerie im Lenbachhaus und Kunstbau, München[4]

## Auszeichnungen
2022 ehrte die Lübecker Possehl-Stiftung Mullican für sein Lebenswerk mit dem Preis. Er ist mit 25.000 Euro dotiert und mit der Ausrichtung einer Ausstellung in Lübeck verbunden. Die Jury würdigte den Künstler, der „bis heute maßgeblichen Einfluss auf jüngere Künstlergenerationen“ ausübt.